# Élections sénatoriales de 2001 dans la Meuse
Les élections sénatoriales dans la Meuse ont lieu le dimanche 23 septembre 2001. Elles ont pour but d'élire les sénateurs représentant le département au Sénat pour un mandat de neuf années.

## Contexte départemental
Lors des élections sénatoriales du 27 septembre 1992 en Meuse, deux sénateurs ont été élus selon un scrutin majoritaire.
Depuis, tous les effectifs du collège électoral des grands électeurs ont été renouvelés, avec les élections législatives de 1997 dans la Meuse, les élections européennes de 1999, les élections régionales françaises de 1998, les élections cantonales de 1998 et 2001 et les élections municipales françaises de 2001.

## Sénateurs sortants
| Sénateur | Sénateur     | Parti | Fonctions lors de l'élection en 1992             |
| -------- | ------------ | ----- | ------------------------------------------------ |
|          | Rémi Herment | UDF   | Président du conseil général                     |
|          | Michel Rufin | RPR   | Conseiller général, maire de Clermont-en-Argonne |

## Présentation des candidats
Les nouveaux représentants sont élus pour une législature de 6 ans au suffrage universel indirect par les 888 grands électeurs du département. Dans la Meuse, les sénateurs sont élus au scrutin majoritaire à deux tours. Leur nombre reste inchangé, 2 sénateurs sont à élire. Ils sont 16 candidats dans le département, chacun avec un suppléant.
| Candidats | Candidats             | Parti | Principale fonction                               |
| --------- | --------------------- | ----- | ------------------------------------------------- |
|           | Gérard Longuet        | UDF   | Président du conseil régional, conseiller général |
|           | Roger Dumez           | DVD   | Conseiller général                                |
|           | Claude Biwer          | UDF   | Conseiller général, maire de Marville             |
|           | Christian Namy        | UDF   | Maire de Pierrefitte-sur-Aire                     |
|           | Arsène Lux            | RPF   | Maire de Verdun                                   |
|           | Gérard Machline       | PS    |                                                   |
|           | Roland Jehannin       | PS    |                                                   |
|           | Claudine Becq-Vinci   | RPR   | Conseillère régionale, conseillère générale       |
|           | Paule Gecils-Fonte    | LO    |                                                   |
|           | Daniel Mayer          | LO    |                                                   |
|           | Bernard Henrionnet    | DVG   |                                                   |
|           | Jean Sivigny          | FN    |                                                   |
|           | Louis Rouyer          | MNR   |                                                   |
|           | Paulette Geoffroy     | MNR   |                                                   |
|           | Jean-Jacques Broutier | UCF   |                                                   |
|           | Jocelyne Leroy        | UCF   |                                                   |

## Résultats
| Candidat et parti politique | Candidat et parti politique | Candidat et parti politique | Premier tour | Premier tour | Second tour | Second tour |       |
| Candidat et parti politique | Candidat et parti politique | Candidat et parti politique | Voix         | %            | Voix        | %           |       |
| --------------------------- | --------------------------- | --------------------------- | ------------ | ------------ | ----------- | ----------- | ----- |
|                             | Gérard Longuet              | UDF                         | 408          | 46,95        | 490         | 56,19       | 56,19 |
|                             | Claude Biwer                | UDF                         | 199          | 22,90        | 393         | 45,07       |       |
|                             | Roger Dumez                 | DVD                         | 243          | 22,90        | 381         | 43,69       |       |
|                             | Gérard Machline             | PS                          | 127          | 14,61        | 154         | 17,66       |       |
|                             | Bernard Henrionnet          | DVG                         | 19           | 2,19         | 21          | 2,41        |       |
|                             | Christian Namy              | UDF                         | 188          | 26,63        |             |             |       |
|                             | Arsène Lux                  | RPF                         | 156          | 17,95        |             |             |       |
|                             | Roland Jehannin             | PS                          | 116          | 13,35        |             |             |       |
|                             | Claudine Becq-Vinci         | RPR                         | 113          | 13,00        |             |             |       |
|                             | Paule Gecils-Fonte          | LO                          | 23           | 2,65         |             |             |       |
|                             | Daniel Mayer                | LO                          | 22           | 2,53         |             |             |       |
|                             | Jean Sivigny                | FN                          | 7            | 0,81         |             |             |       |
|                             | Louis Rouyer                | MNR                         | 5            | 0,58         |             |             |       |
|                             | Paulette Geoffroy           | MNR                         | 2            | 0,23         |             |             |       |
|                             | Jean-Jacques Broutier       | UCF                         | 0            | 0,00         |             |             |       |
|                             | Jocelyne Leroy              | UCF                         | 0            | 0,00         |             |             |       |
|                             |                             |                             |              |              |             |             |       |
| Inscrits                    | Inscrits                    | Inscrits                    | 888          | 100,00       | 888         | 100,00      |       |
| Abstentions                 | Abstentions                 | Abstentions                 | 8            | 0,90         | 6           | 0,68        |       |
| Votants                     | Votants                     | Votants                     | 880          | 99,10        | 882         | 99,32       |       |
| Blancs et nuls              | Blancs et nuls              | Blancs et nuls              | 11           | 1,25         | 10          | 1,13        |       |
| Exprimés                    | Exprimés                    | Exprimés                    | 869          | 98,75        | 872         | 98,87       |       |